# メアリー・グレイ (ケント伯爵夫人)
ケント伯爵夫人および初代クラッドウェルのルーカス女男爵メアリー・グレイ（英語: Mary Grey, Countess of Kent, 1st Baroness Lucas of Crudwell、1651年以前 – 1702年11月1日）は、イングランド貴族。

## 生涯
初代シェンフィールドのルーカス男爵ジョン・ルーカスとアン・ネヴィル（Anne Nevill）の娘として生まれた。
1663年3月2日、第11代ケント伯爵アンソニー・グレイと結婚、下記の子女を儲けた。
- ヘンリー（1671年 – 1740年） - 第12代ケント伯爵、後に初代ケント公爵に叙爵
- アマベル（Amabel）

1663年5月7日、クラッドウェルのルーカス女男爵に叙された。一般的な女性でも継承できる貴族では男子がなく相続人となる女性が2人以上の場合、姉妹全員が共同相続人となり、爵位が停止になるが、クラッドウェルのルーカス女男爵は姉妹のうち最年長の姉が継承するよう定められており、爵位が停止にならないという特徴がある。
第11代ケント伯爵が1702年8月19日に死去した後、メアリーも後を追うように同年11月1日に死去、息子ヘンリーがルーカス男爵の爵位を継承した。